# 大昌微線集團
大昌微線集團有限公司 (港交所：0567)，是在1988年成立，當時是以「壽幸科研集團有限公司」成立，1994年更名為「秀華國際集團有限公司」，再在2004年9月27日更名至今。
主要業務投資控股、製造及銷售線路板，主要廠房位於廣東惠東。主席為陳錫明先生。
2001年，日本大昌電子株式會社成功結盟。到了2003年，被建滔化工集團入股，但在強制收購過程時，在股東特別大會未能通過。
股價方面，由2005年11月最低0.3港元急漲至2006年11月3.5港元，但在受到多方面環境影響，最高2006年11月3.5港元跌至2008年3月的0.9港元至今，已蒸發了1倍以上。 

## 外部連結
- 大昌微線投資網址（页面存档备份，存于）
- Daisho-Microline.com